# Meibomeus minumus
Meibomeus minumus là một loài bọ cánh cứng trong họ Bruchidae. Loài này được Pinto da Silva & Riveiro-Costa miêu tả khoa học năm 2001.